# Tim Melia
Timothy ("Tim") Melia (Islip, 15 mei 1986) is een Amerikaans profvoetballer die dienstdoet als doelman. Hij verruilde in 2015 Chivas USA voor Sporting Kansas City.

## Clubcarrière
Op 30 april 2008 tekende Melia een contract bij Rochester Rhinos uit de USL First Division. Door een blessure van eerste doelman Scott Vallow kreeg Melia in 2009 aanzienlijk meer speeltijd. Na een trainingsstage bij MLS club Real Salt Lake tekende hij op 16 maart 2010 een contract bij de club. In april werd hij echter al verhuurd aan Charleston Battery. Op 23 november 2011 verliet hij Real Salt Lake om vervolgens in januari 2012 te tekenen bij Chivas USA. Hij maakte op 20 oktober 2012 zijn debuut voor Chivas in een met 2-0 verloren wedstrijd tegen Colorado Rapids. Op 23 december 2014 tekende hij bij Sporting Kansas City in aanloop naar het seizoen in 2015. Bij Kansas City werd Melia onverwachts de eerste doelman, nadat de Chileense aanwinst Luis Marín de club al vroeg in het seizoen weer verliet. In zijn eerste dertien wedstrijden bij de club hield hij zes keer de nul.